# Pycnorhachis
Pycnorhachis es un género de plantas fanerógamas de la familia Apocynaceae. Contiene dos especies. Es originario de Asia encontrándose en Malasia.

## Descripción
Son enredaderas sufrútices con los brotes peludos. Las láminas foliares de 13 cm de largo, y de 5 cm de ancho, ovadas, basalmente cordadas, con el ápice acuminado.
Las inflorescencias son extra-axilares, solitarias, poco pedunculadas, las flores en pares a lo largo de un largo, denso y bifurcado raquis.

## Taxonomía
El género  fue descrito por George Bentham y publicado en Genera Plantarum 2: 737, 776. 1876.

## Especies
| - Pycnorhachis benthamiana Baill. - Pycnorhachis maingayi Hook.f. |